# Valavannūr
Valavannūr är en ort i Indien.   Den ligger i distriktet Malappuram och delstaten Kerala, i den södra delen av landet, 2 000 km söder om huvudstaden New Delhi. Valavannūr ligger 40 meter över havet och antalet invånare är 230 615.
Terrängen runt Valavannūr är platt, och sluttar västerut. Runt Valavannūr är det mycket tätbefolkat, med 1 754 invånare per kvadratkilometer. Valavannūr är det största samhället i trakten. I omgivningarna runt Valavannūr växer huvudsakligen savannskog.